# Metagryne elegans
Metagryne elegans is een hooiwagen uit de familie Cosmetidae.